# Rezolucja Zgromadzenia Ogólnego ONZ nr 68/262
     Za
     Przeciw
     Wstrzymał się
     Nieobecny podczas głosowania
     Nie jest członkiem ONZ
     Za
     Przeciw
     Wstrzymał się
     Nieobecny podczas głosowania
     Nie jest członkiem ONZ

Wyniki głosowania nad rezolucją 68/262 (świat)
Za
Przeciw
Wstrzymał się
Nieobecny podczas głosowania
Nie jest członkiem ONZ

Wyniki głosowania nad rezolucją 68/262 (Europa)
Za
Przeciw
Wstrzymał się
Nieobecny podczas głosowania
Nie jest członkiem ONZ

Rezolucja Zgromadzenia Ogólnego ONZ A/RES/68/262 – rezolucja Zgromadzenia Ogólnego ONZ dotycząca integralności terytorialnej Ukrainy i aneksji Krymu przez Federację Rosyjską, uchwalona podczas 68. Sesji Zgromadzenia Ogólnego w dniu 27 marca 2014.
Dokument został zatytułowany Integralność terytorialna Ukrainy. Rezolucja została zainicjowana przez Kanadę, Kostarykę, Niemcy, Litwę, Polskę i Ukrainę.
Przyjęcie uchwały poprzedzone było nieudanymi próbami rozwiązania kryzysu krymskiego przez Radę Bezpieczeństwa ONZ, która zwoływana była w tym celu na siedem sesji. Przyjęcie rezolucji Rady Bezpieczeństwa było każdorazowo blokowane przez weto ze strony Rosji.
Za rezolucją uznającą referendum krymskie za nielegalne opowiedziało się 100 państw – członków Organizacji Narodów Zjednoczonych,  11 było przeciw,  58 wstrzymało się od głosu.